# 나가사키현도 제64호선
64번 나가사키현도(일본어: 長崎県道64号対馬空港線→나가사키현도 제64호 쓰시마 공항선)는 나가사키현 쓰시마시를 통과하고 있는 현도(주요 지방도)다.

## 노선 정보
- 기점 및 종점 : 쓰시마시 미쓰시마정 게치 공통 적용, 기점은 쓰시마 공항을, 종점은 382번 국도가 만나는 교차점
- 거리 : 0.8 km

## 연혁
- 1993년 5월 11일 : 건설성이 현도 쓰시마 공항선을 주요 지방도로 지정된 형태로 전환

## 지리
- 통과하는 지자체 : 쓰시마시
- 교차하는 도로 : 국도 제382호선이 미쓰시마정 게치에서 종점으로 만남.
- 연선 : 쓰시마 공항이 유일